# 中島健志
中島 健志（なかしま たけし、1965年-）は日本の漫画家。福岡県福岡市出身。九州産業大学卒業。

## 経歴
1987年、『中尉殿の飛燕』がアフタヌーン四季賞冬のコンテストで「近代-このしろ-健志」名義で四季賞を受賞する。1988年、『月刊アフタヌーン』3月号（講談社）にて、受賞作でデビュー。
現在は、歴史上の人物の伝記漫画を主に執筆している。今賀俊『爆球連発!!スーパービーダマン』では、背景の手伝いをしていた。

## 作品リスト
- 『中尉殿の飛燕』（1988年、月刊アフタヌーン）※デビュー作
- 『虎真がタックル!!』（1993年、月刊少年ジャンプオリジナル）
- 『ウルトラスニッポン』（1998年、増刊ヤングジャンプ、原作：岸和也）
- 『学習コミック アトムポケット人物館　盛田昭夫』（2001年、講談社、原作：氷室勲）
- 『学習コミック アトムポケット人物館　織田信長』（2002年、講談社、原作：すぎたとおる）
- 『学習コミック アトムポケット人物館　野口英世』（2003年、講談社、原作：すぎたとおる）
- 『コミック版 三国志 英雄伝1　劉備』（2013年、ポプラ社、原作：すぎたとおる）
- 『コミック版 三国志 英雄伝5　呂布』（2013年、ポプラ社、原作：すぎたとおる）
- 『学習まんが歴史で感動!　藤野先生と魯迅 海を超えた師弟の交流』（2018年、ポプラ社、原作：後藤ひろみ）
- コミック版日本の歴史シリーズ
  - (4)『戦国人物伝　武田信玄と上杉謙信』（2008年、ポプラ社、原作：すぎたとおる）
  - (8)『歴史を変えた日本の合戦　長篠・設楽原の合戦』（2007年、ポプラ社、原作：すぎたとおる）
  - (10)『歴史を変えた日本の合戦　大坂冬の陣・夏の陣』（2008年、ポプラ社、原作：すぎたとおる）
  - (14)『歴史を変えた日本の戦い　明治維新』（2009年、ポプラ社、原作：すぎたとおる）
  - (16)『源平武将伝　平清盛』（2009年、ポプラ社、原作：水谷俊樹）
  - (21)『戦国人物伝　真田幸村』（2010年、ポプラ社、原作：すぎたとおる）
  - (24)『戦国人物伝　毛利元就』（2010年、ポプラ社、原作：すぎたとおる）
  - (28)『江戸人物伝　徳川家光』（2011年、ポプラ社、原作：すぎたとおる）
  - (29)『源平武将伝　源頼朝』（2012年、ポプラ社、原作：水谷俊樹）
  - (32)『室町人物伝　後醍醐天皇』（2012年、ポプラ社、原作：すぎたとおる）
  - (34)『幕末・維新人物伝　勝海舟』（2013年、ポプラ社、原作：水谷俊樹）
  - (40)『幕末・維新人物伝　横井小楠』（2014年、ポプラ社、原作：すぎたとおる）
  - (44)『平安人物伝　藤原道長』（2015年、ポプラ社、原作：静霞薫）
  - (46)『戦国人物伝　北条早雲』（2015年、ポプラ社、原作：静霞薫）
  - (48)『幕末・維新人物伝　由利公正』（2015年、ポプラ社、原作：井手窪剛）
  - (51)『戦国人物伝　直江兼続』（2016年、ポプラ社、原作：安戸ひろみ）
  - (54)『幕末・維新人物伝　橋本左内』（2016年、ポプラ社、原作：東山成江）
  - (58)『戦国人物伝　武田信玄』（2017年、ポプラ社、原作：すぎたとおる）
  - (60)『幕末・維新人物伝　松平春嶽』（2017年、ポプラ社、原作：後藤ひろみ）
  - (62)『幕末・維新人物伝　島津斉彬』（2018年、ポプラ社、原作：水谷俊樹）
  - (65)『幕末・維新人物伝　木戸孝允』（2018年、ポプラ社、原作：水谷俊樹）
  - (68)『戦国人物伝　立花宗茂』（2019年、ポプラ社、原作：静霞薫）
  - (72)『戦国人物伝　蒲生氏郷』（2019年、ポプラ社、原作：水谷俊樹）
  - (77)『幕末・維新人物伝 渋沢栄一』(2020年、ポプラ社、原作：後藤ひろみ)
  - (80)『鎌倉人物伝　北条義時』　(2021年、ポプラ社、原作：静霞薫)
  - (84)『戦国人物伝　徳川家康 外伝』　(2022年、ポプラ社、原作:静霞薫)
  - (87)『戦国人物伝　結城秀康』　(2023年、ポプラ社、原作：後藤ひろみ)
  - (90)『戦国人物伝　最上義光』　(2024年、ポプラ社、原作：静霞薫)
- 『筒井順慶の生涯』（2004年、筒井順慶顕彰会、原作：坂本雅央）
- 『名君保科正之〜明暦の大火編〜』（2015年、スカイポートシステム、脚本：羽田航祐）
- 『くまもとの歴史 1 加藤清正と小西行長【前編】』（2015年、熊本県教科書供給所、原作：松島利昭、大塚真由美）
- 『くまもとの歴史 2 加藤清正と小西行長【後編】』（2016年、熊本県教科書供給所、原作：松島利昭、大塚真由美）
- 『 身近なものを使用した たのしい科学実験教材集Ⅰ』（株式会社クエスティオ、原作：菊地章）
- 『はやいぞ！超伝導リニアモーターカー』（株式会社クエスティオ、原作：未来理科研究会、監修：菊地章）